# Gabriel (archange)
Pour les articles homonymes, voir Gabriel.
Gabriel (de l'hébreu : גַּבְרִיאֵל (gabriel)) est un ange du livre de Daniel dans la Bible. Son nom signifie « force de Dieu » ou « Dieu est ma force ». Dans la Bible, sa fonction est principalement liée à la révélation eschatologique. Dans la littérature juive antique, il est considéré comme un des quatre archanges. Il apparaît sous le nom de Jibrīl (جِبْرِيل) dans le Coran.

## Dans la Bible hébraïque (Ancien Testament)
Gabriel est l'un des deux anges, avec Michel, cité dans la Bible hébraïque.  Dans le Livre de Daniel, qui fait partie de l'Ancien Testament, il explique au prophète Daniel sa vision du bélier et du bouc, puis il énonce la prophétie des 70 semaines. Conformément à la signification de son nom (hébreu : גַּבְרִיאֵל [ġabrīēl], La force de Dieu ou Dieu est ma force), de gabar (force) et El (Dieu), lorsqu'il se matérialise dans la Bible ou quand il apparaît dans une vision, son aspect est semblable à celui d'un homme robuste (Dn 8,15 ; Dn 12,7). Il est considéré comme la main gauche de Dieu.
- Daniel, 8,17 : « Gabriel s'approcha de l'endroit où je me tenais. Terrifié, je me jetai le visage contre terre, mais il me dit : « Toi qui n'es qu'un homme, sache pourtant que cette vision concerne la fin des temps ».
- Daniel, 9,21 : « Or, tandis que je priais ainsi, l'ange Gabriel, que j'avais vu dans ma vision précédente, s'approcha de moi d'un vol rapide, à l'heure où l'on offre le sacrifice de l'après-midi ».

## Dans le Nouveau Testament

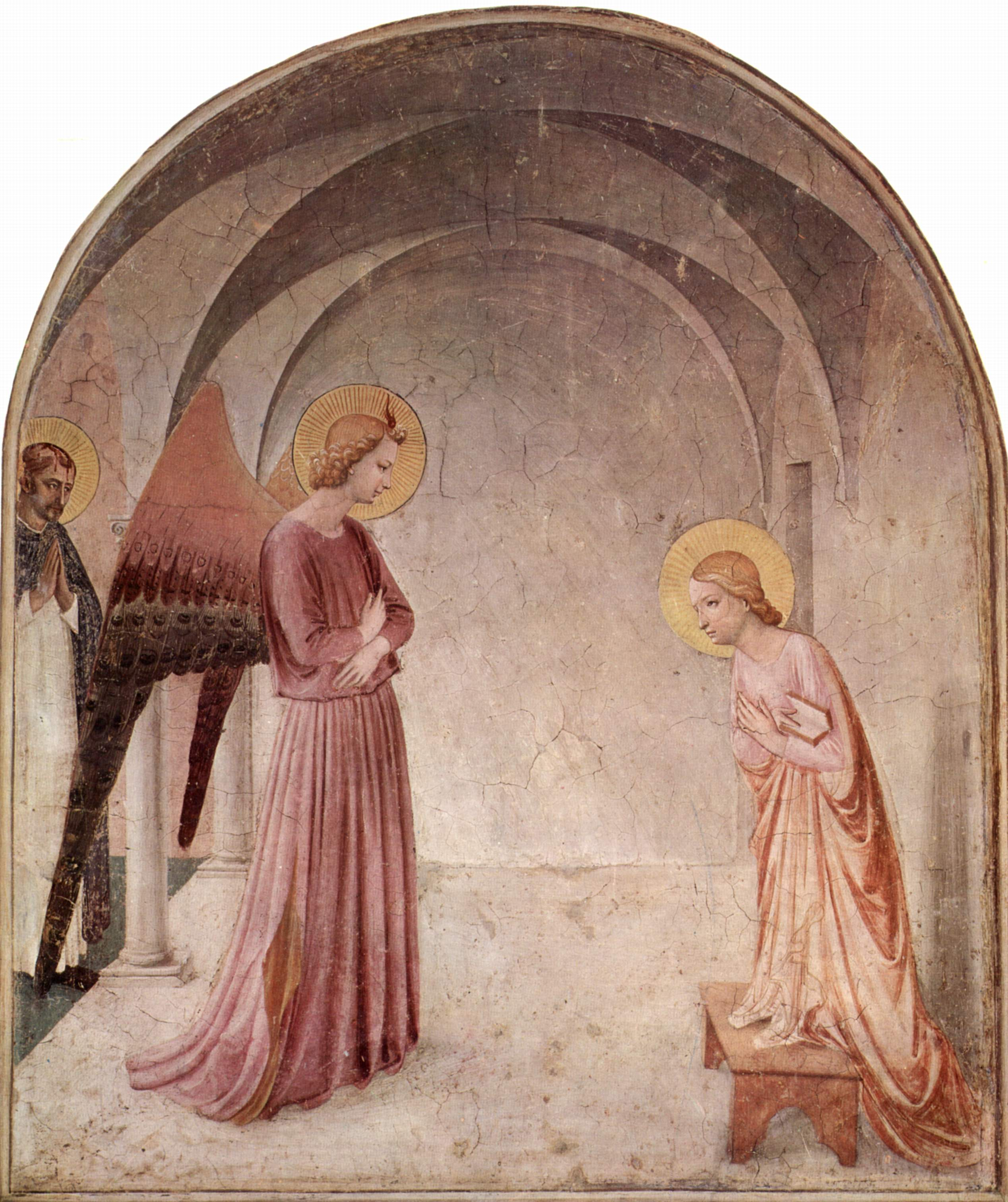
Annonciation de Fra Angelico, Florence, cellule 3 du couvent San Marco.

Dans le Nouveau Testament, il annonce à Zacharie que sa femme Élisabeth aura un fils qu'il appellera Jean, puis il annonce la naissance de Jésus à la Vierge Marie (Lc 1,11–20 et 26–38) : c'est l'Annonciation.
- Luc 1,19 : « L'ange lui répondit : Moi je suis Gabriel et je me tiens devant Dieu, et j'ai été envoyé pour te parler et t'annoncer ».
- Luc 1,26 : « Le sixième mois, l'ange Gabriel fut envoyé de Dieu dans une ville de Galilée appelée Nazareth ».

## Dans la tradition juive
Gabriel figure comme un des archanges dans la littérature juive de l'Antiquité (Livre d'Hénoch, Apocalypse de Moïse, Règle de la Guerre, Nombres Rabba (en)). Dans le livre des Veilleurs du Livre d'Hénoch, il est envoyé pour détruire la progéniture des anges rebelles et des filles des hommes.
Dans le Talmud de Babylone, Gabriel intervient dans une série de mythes liés à des monstres marins primitifs. Gabriel y échoue à capturer le Léviathan qui doit servir de repas pour les justes à la fin des temps,. Gabriel intervient aussi dans un récit sur Abraham. Dans ce récit, Abraham est jeté dans la fournaise ardente par Nimrod. Gabriel demande à Dieu la permission d'aller le sauver, mais Dieu refuse et l'envoie à la place sauver les trois jeunes gens Ananias, Azarias et Misaël jetés dans une fournaise par Nabuchodonosor. Gabriel est aussi considéré comme l'un des trois personnages qui rendent visitent à Abraham alors qu'il est dans sa tente à Mamré, les deux autres personnages étant Michel et Raphaël. Gabriel est ensuite l'ange qui détruit Sodome,.

## Dans le Coran et les traditions islamiques

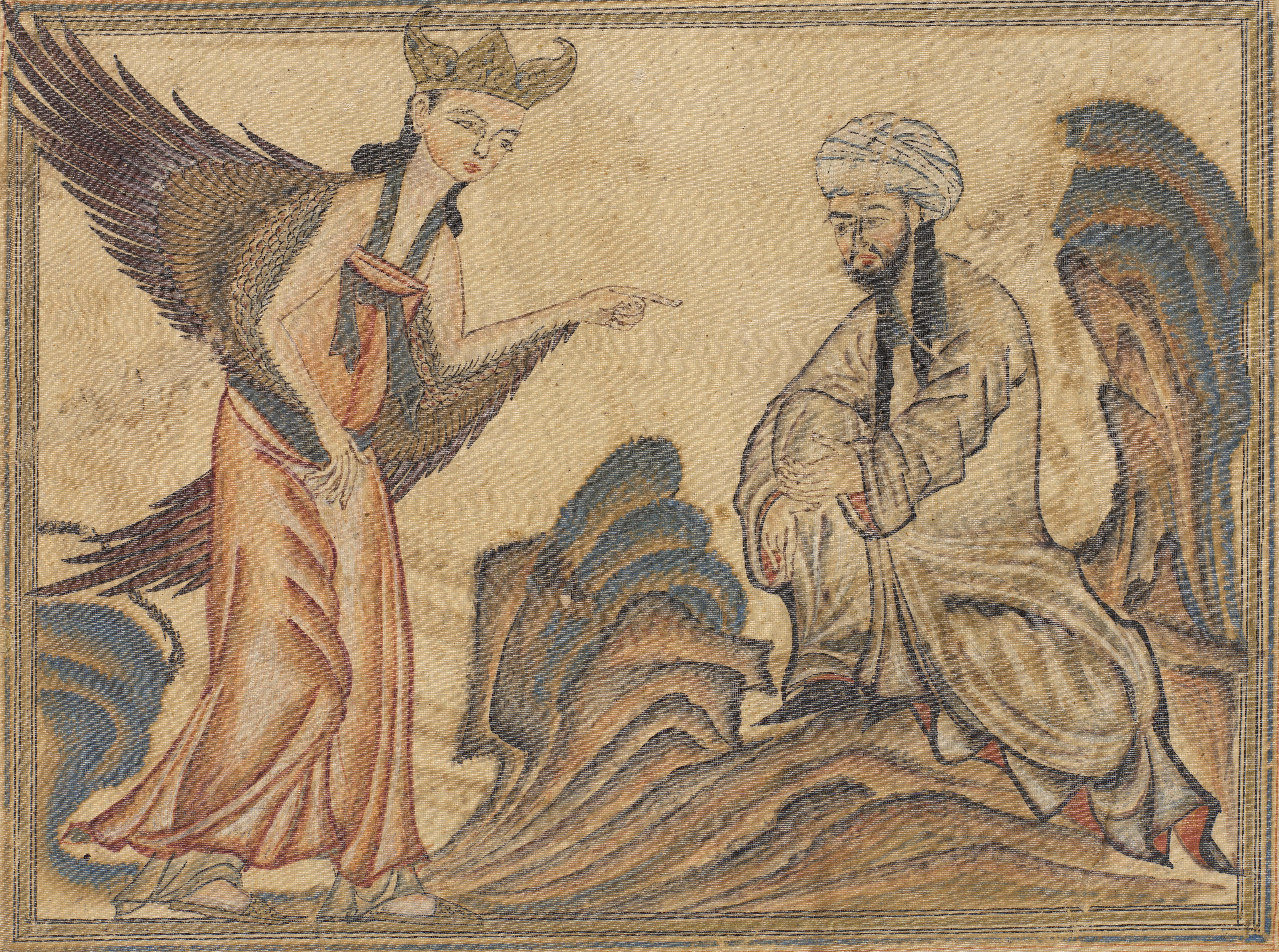
Mahomet recevant sa première révélation de l'ange Gabriel, miniature de lHistoire universelle de Rashid al-Din (1307), bibliothèque universitaire d'Édimbourg, Écosse.

Gabriel est connu sous le nom arabe de Jibrīl (جبريل [ʒɛbrɪːl]) ou Jibrāʾīl (جبرائيل [ʒɛbrɛːjɪːl]). Le nom Jibrīl (جِبْرِيل) est la forme utilisée dans le Coran et dans les contextes islamiques. Dans le Coran, Jibril est mentionné dans deux passages : « La Défense », LXVI, 4 et « La Vache », II, 97-99. Les mentions coraniques de Jiibril sont complexes à exploiter. Son lien avec la révélation est « peu évident et pose un problème dans la formulation précise du texte coranique » . Il n’est pas impossible, pour Jacqueline Chabbi, que ces passages aient « subi des altérations ».
Le premier passage évoque une querelle matrimoniale entre Mahomet et ses épouses. Gabriel apparaît comme protecteur de Mahomet, ce qui pourrait lui permettre de répudier ses épouses et de les remplacer. Le second texte commence (v. 97) par une phrase grammaticalement instable (peut-être en raison d’un déplacement textuel). La seconde partie de la phrase évoque un intermédiaire anonyme « il », souvent associé à Gabriel, de la Révélation coranique. L’intermédiaire classique de la révélation du Coran est l’Esprit, ruh. Le verset 98, quant à lui, cite Gabriel dans un contexte qui n’évoque plus la révélation mais l’entourage angélique d’Allah. C’est pourtant sur ces versets « très problématique[s] dans sa compréhension » que se base la figure de Gabriel telle qu’elle sera développée par les traditions. Le rôle principal du Gabriel coranique est d’être un « exécuteur des missions de force, contre les ennemis de Dieu et les épouses indociles ».
Pour Chabbi, le Gabriel coranique est très éloigné du Gabriel des traditions. La place de Gabriel s’est développée dans les hadîths et la sîra. Ainsi, l’épisode de l’ouverture de la poitrine de Mahomet provient de la tradition et a été associé à un verset coranique. Chabbi met en garde contre l’explicitation des textes, « fussent-ils considérés comme sacrés, à partir de présupposés qui s’appuient sur une base de croyance formulée a posteriori ». La figure de Gabriel dans les traditions musulmanes est inspirée de la tradition judéo-chrétienne.
De même, les commentateurs associent Gabriel au ruh, à l’Esprit. Pour Jacqueline Chabbi, « il n’y a aucune raison d’admettre l’assimilation faite par certains savants entre le ruh et Gabriel ». Ce ruh est une figure d’« ascendance biblique ». Un passage du Coran (XVII, 85) semble même exclure l’assimilation de Gabriel au ruh. Cette attribution tardive, niant l’évolution du texte, participe à un « effacement de la temporalité du texte […] récurrent dans l’exégèse musulmane médiévale ». Pour Dye, à propos de la sourate 17, « Rūḥ ne désigne pas ici le souffle de vie (Q 15:28), l’ange Gabriel (Q 19:17), ou le contenu du message inspiré (Q 42:52), mais bien plutôt l’Esprit de Dieu censé parler à travers les propos du prophète (à rapprocher, bien sûr, de l’Esprit saint…) ». Pour Toorawa, si l’association avec Gabriel n’est pas impossible, elle paraît improbable.

## Vénération

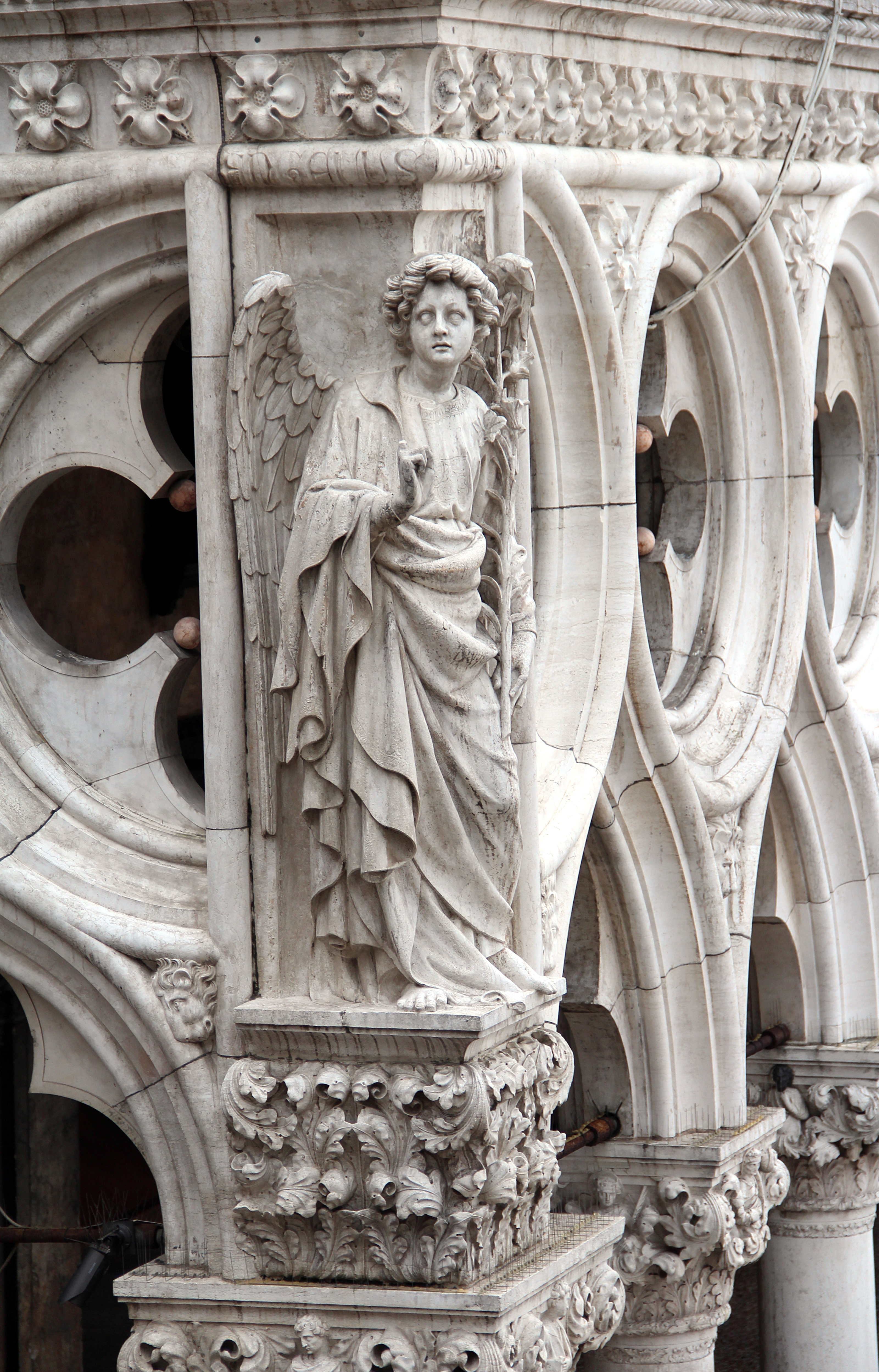
Statue de l'archange Gabriel (XVe siècle), ornant le sommet du pilier d'angle nord-ouest du Palais des Doges à Venise.

Gabriel est fêté par l'Église latine le 29 septembre avec les archanges Michel et Raphaël. Cette date correspond à la dédicace d'une basilique en l'honneur de saint Michel, au nord de Rome au VIe siècle. 
Il est fêté par l'Église orthodoxe le 8 novembre (Synaxe des Archistratèges de la Milice Céleste, Michel et Gabriel, et des autres Puissances célestes et incorporelles), le 26 mars (Synaxe de l'Archange Gabriel) et le 13 juillet (Synaxe de l'Archange Gabriel).
Il est le saint patron des ambassadeurs, des diplomates, ainsi que des télécommunications et de la poste. Par bref apostolique du 12 janvier 1951, le pape Pie XII a en effet proclamé Gabriel, « qui apporta au genre humain, plongé dans les ténèbres et désespérant de son salut, l'annonce longtemps souhaitée de la Rédemption des hommes », « céleste patron de toutes les activités relatives aux télécommunications et de tous leurs techniciens et ouvriers ».